# مصطفى الكامل
مصطفى الكامل (مواليد نابل، 31 مايو 1921 - 21 أغسطس 2006) هو أحد أبرز عازفي العود في تونس. تلقى تعليمه في المدرسة الصادقية والخلدونية، وانضم في شبابه إلى المدرسة الرشيدية حيث تخصص في العزف على آلة العود. تعاون خلال مسيرته مع نخبة من الموسيقيين التونسيين البارزين، من بينهم علي درويش، قدور الصرارفي، وصالح المهدي. وفي عام 1939، أسّس مع الصرارفي فرقة «الخضراء». كما عمل في الإذاعة قبل أن ينضم إلى فرقة علي الرياحي.

إلى جانب العزف، احترف مصطفى الكامل الغناء، وغنّى لأشعار عدد من الشعراء المرموقين مثل محمود بورقيبة وأحمد خير الدين. كما شارك في عدة فرق مسرحية، منها «النهضة العربية»، «الاتحاد المسرحي»، و«تونس الفتاة».